# Comuna Datîn, Ratne
Datîn (în ucraineană Датинь) este o comună în raionul Ratne, regiunea Volînia, Ucraina, formată din satele Datîn (reședința) și Zapillea.

## Demografie
Componența lingvistică a satului Datîn
     Ucraineană (99,81%)
     Alte limbi (0,19%)
Conform recensământului din 2001, majoritatea populației satului Datîn era vorbitoare de ucraineană (99,81%), existând în minoritate și vorbitori de alte limbi.